# حريق المسجد النبوي 886 هـ
حريق المسجد النبوي (886 هـ / 1481م)، الحريق الثاني الذي أصاب المسجد النبوي، وكان بعد الحريق الأول بـ 200 عام، وقد حدث في 13 رمضان 886 هـ / 14 نوفمبر 1481 م، بسبب صاعقة رعدية أصابت هلال المنارة الجنوبية الشرقية من المسجد في يوم ماطر، شقّت المنارة وتوفي إثرها رئيس المؤذنين الذي صعد تلك الليلة ليُهلل كعادة المسلمين في ذلك الوقت، وكان للصاعقة لهب أصاب السقف ما بين المنارة والقبة وسُرعان ما أتت النار على السقف بأكمله، ومات في ذلك الحريق 17 شخصًا، منهم الشيخ شمس الدين محمد بن المسكين.

## حادثة الحريق
وُصِف هذا الحريق بأوصاف كثيرة من قبل المؤرخين، منها أنه «كان كلجي بحر من نار ولها شعب في الجو»، وسببه أن سماء المدينة كانت مليئة بالغيوم والصواعق الرعدية، وانتشر المؤذنون على المنابر ليُهللوا كعادتهم في الأيام الماطرة، وحين صعد رئيس المؤذنين إلى المنارة الرئيسية ضربت إحدى الصواعق هلال المنارة، وكان لها لهب فشُقّت المنارة وسقط إثرها رئيس المؤذنين ميتًا، وانتشر اللهب فيما بين المنارة والقبة حتى وصل إلى السقف، ففتح خُدّام المسجد أبوابه قبل وقته المعتاد ونادوا بالحريق، فتجمّع الناس وحضر أمير المدينة، وحاولوا محاصرة النار التي اتجهت نحو شمال وغرب المسجد، فقاموا بهدّ جزء من السقف ليحول ذلك دون انتشارها، لكنها كانت أسرع من أن تقف عند ذلك الحد، وكان في سطح المسجد أشخاص حاصرتهم النار ففروا باتجاه الشمال، منهم من نجا ومنهم من سقط في الحريق فهلك، وقد كتب عن هذا الحريق الإمام السمهودي، وهو أحد الذين نجوا منه بأعجوبة.

## الخسائر
مات في ذلك الحريق 17 شخصًا، منهم شمس الدين محمد بن المسكين، وعدد من خادمي المسجد ونائب خازن دار الحرم، وسقط نحو 120 أسطوانًا من أساطين المسجد، ودُمر السقف بشكل شبه كلي.

## إعادة بناء المسجد النبوي
حدث الحريق في عهد الدولة المملوكية عام 886هـ، وكانت تحت حكم السلطان الأشرف قايتباي، أُرسل إليه بما حدث للمسجد النبوي آنذاك، فأرسل الأموال والبنائين والعدة اللازمة لإعادة إعمار المسجد، والذي استمر ترميمه حتى عام 888هـ، وأضيفت لمساحته السابقة نحو 120م2 لتصبح مساحته الإجمالية 9,010 م2، وبارتفاع للجدران يصل إلى 11م، ووصل عدد أروقته إلى 18 رواقًا، وأُغلق عدد من الأبواب التي كانت ضمن توسعة الدولة العباسية، ليقتصر المسجد على 4 أبواب فقط، واستحدثت نوافذ وشرفات في الجزء العلوي للمسجد، وأُضيفت له مئذنة خامسة.